# 機動戰士MOON鋼彈
《機動戰士MOON鋼彈》（日语：機動戦士ムーンガンダム），是矢立肇・富野由悠季（原案）、福井晴敏（故事）、虎哉孝征（作畫）的鋼彈系列漫畫作品，在《高達ACE》上由2017年11月號連載至今，现時單行本9冊。

## 故事介紹
故事講述發生在第一次新自護抗爭後。

## 角色介紹

### 月光族
尤塔·卡西姆
本作的主角
莎拉莎·月
《機動戰士鋼彈ZZ》的登場人物，月光族的教祖。

### 隆巴納隊
阿寶·尼爾
聯邦軍外圍部隊隆巴納艦隊

### 新自護

#### 琉斯艦隊
琉斯·克朗格
索倫
琉斯的夥伴兼保鑣機器人，原型是第一世代的哈囉
修朗格隊
伊莉亞·帕佐姆

## 登場機體

### 主角及原型機
AMS-123X-X MOON高達
本作的主角機體
AMS-123X 巴爾基爾
MRX-013-3 G-DOORS

### 隆巴納隊
MSK-008R 力奇·迪謝
MSK-008R 力奇·迪謝改
MSZ-010A1 西塔Plus
RGZ-91X 靈格斯杜
RGM-86RF 吉姆Ⅲ高出力型
吉姆Ⅲ的改良型，以熟練駕駛員為主，配備於拉·奇爾斯的MS共5機，隊長機以外其餘各機都有在左肩的肩部裝甲上施加個人色彩。
機體頭部耐彈性能並兼具複合感應器功能的面罩組件，複合感應器上搭載有紅外線、光線以及微波感應器，上半身為中心增加裝甲、並為了彌補機動性而在肩部增設推進器。
另外，增加裝甲還施加了耐光束塗層讓它擁有高度的對彈性能。
拉．奇爾斯MS隊長伍鮑德．摩利拿搭乘的吉姆Ⅲ高出力型以P 001稱呼、之後的是P 002到P 005。
RGM-86RF 全裝甲型吉姆Ⅲ高出力型 〈鬥牛犬〉
鮑德．摩利拿搭乘的吉姆Ⅲ高出力型，本機追加重裝甲及重火力強化裝備，因其外型而被取名為鬥牛犬。
本機吸取了FSWS計劃的以FA-78為基礎，背包移除了光束軍刀掛架、並接上了由光束加農砲、飛彈艙、追加E-Pack和燃料槽所構成的組件。
RGM-88X 傑達
吉姆Ⅲ的繼續機，同時為積根的試作型。
RGM-88X傑達 (阿寶·尼爾機)
為了救援拉．奇爾斯而失去力奇·迪謝改的阿寶所準備，利用傑達三號機改造而成的機體。
胸部施加了追加裝甲，頭部也裝上了隊長機用的刃狀天線，左肩繪有從卡拉巴時代就一直使用的各人標誌。
RGC-90XC 傑達加農〈積達布魯〉
拉·奇爾斯
隆巴納隊所屬的克拉普級巡洋艦，鮑德·摩利拿直屬於此艦。
拉·薩伊姆
隆巴納隊所屬的克拉普級巡洋艦，阿寶·尼爾直屬於此艦。
RX-93 ν高達
阿寶·尼爾設計及專用的機體，於本作中只在構思中及以設計圖形態登場，機體外型及構造與原作有差距。

### 新自護

#### 亞特蘭大3隊
亞特蘭大3
AMX-104L RS·查查
AMX-117LG/LG 卡斯L·格勞／卡斯R·格勞

#### 琉斯艦隊
AMA-103 美杜莎
AMX-015-4S 達克．多魯
AMX-116 渣古IV
AMX-116S 指揮官用渣古IV (伊莉亞·帕佐姆機)
格瓦夏
AMA-X9 基加·薩姆
AMX-020 加薩G

## 出版書籍
| 册数 | 日本标题 | 中文標題          | 日本ISBN               | 日本发行时间   | 台灣角川版ISBN         | 台灣角川版發行時間 |
| ---- | -------- | ----------------- | ---------------------- | -------------- | ---------------------- | ------------------ |
| 1    |          | 機動戰士MOON鋼彈1 | ISBN 978-4-04-107278-3 | 2018年9月26日  | ISBN 978-957-743-798-3 | 2020年6月10日      |
| 2    |          | 機動戰士MOON鋼彈2 | ISBN 978-4-04-107279-0 | 2018年9月26日  | ISBN 978-986-524-085-1 | 2021年11月29日     |
| 3    |          | 機動戰士MOON鋼彈3 | ISBN 978-4-04-107998-0 | 2019年3月26日  | ISBN 978-986-524-263-3 | 2021年3月10日      |
| 4    |          | 機動戰士MOON鋼彈4 | ISBN 978-4-04-108676-6 | 2019年10月26日 | ISBN 978-986-524-535-1 | 2021年7月14日      |
| 5    |          | 機動戰士MOON鋼彈5 | ISBN 978-4-04-109217-0 | 2020年3月26日  | ISBN 978-626-321-253-4 | 2022年3月10日      |
| 6    |          | 機動戰士MOON鋼彈6 | ISBN 978-4-04-110176-6 | 2020年10月26日 |                        |                    |
| 7    |          | 機動戰士MOON鋼彈7 | ISBN 978-4-04-111182-6 | 2021年3月26日  |                        |                    |
| 8    |          | 機動戰士MOON鋼彈8 | ISBN 978-4-04-112009-5 | 2021年10月26日 |                        |                    |
| 9    |          | 機動戰士MOON鋼彈9 | ISBN 978-4-04-112369-0 | 2022年3月26日  |                        |                    |

## 外部連結
- （日語） 機動戰士MOON GUNDAM （页面存档备份，存于）
- （日語） 「機動戰士MOON GUNDAM」作品情報 （页面存档备份，存于） - GUNDAMACE